# Hervé Schneid
Hervé Schneid est un monteur français.

## Biographie
Hervé Schneid a assuré le montage des longs métrages réalisés par Jean-Pierre Jeunet tout en poursuivant une carrière internationale.

## Filmographie partielle
- 1989 : Rendez-vous au tas de sable de Didier Grousset
- 1990 : Europa de Lars von Trier
- 1991 : Delicatessen de Jean-Pierre Jeunet et Marc Caro
- 1992 : Orlando de Sally Potter
- 1994 : Les Leçons de la vie de Mike Figgis
- 1995 : ...à la campagne de Manuel Poirier
- 1995 : La Cité des enfants perdus de Jean-Pierre Jeunet et Marc Caro
- 1997 : Alien, la résurrection de Jean-Pierre Jeunet
- 1997 : La Leçon de tango de Sally Potter
- 1997 : The Brave  de Johnny Depp
- 1999 : Est-Ouest de Régis Wargnier
- 2000 :  Les Larmes d'un homme de Sally Potter
- 2001 : Le Fabuleux Destin d'Amélie Poulain de Jean-Pierre Jeunet
- 2003 : Michel Vaillant de Louis-Pascal Couvelaire
- 2004 : Sansa de Siegfried
- 2004 : Un long dimanche de fiançailles de Jean-Pierre Jeunet
- 2006 : Zidane, un portrait du XXIe siècle de Douglas Gordon et Philippe Parreno
- 2008 : L'Instinct de mort de Jean-François Richet
- 2008 : L'Ennemi public n° 1, de Jean-François Richet
- 2008 : Igor de Anthony Leondis
- 2009 : Micmacs à tire-larigot de Jean-Pierre Jeunet
- 2010 : Elle s'appelait Sarah, de Gilles Paquet-Brenner
- 2011 : Or noir de Jean-Jacques Annaud
- 2011 : Women Are Heroes de JR
- 2013 : L'Extravagant voyage du jeune et prodigieux T.S. Spivet de Jean-Pierre Jeunet
- 2013 : Zaytoun d'Eran Riklis
- 2015 : Un moment d'égarement, de Jean-François Richet
- 2016 : Neruda de Pablo Larraín
- 2017 : Retour à Montauk de Volker Schlöndorff
- 2021 : Oxygène d'Alexandre Aja
- 2021 : Big Bug de Jean-Pierre Jeunet
- 2025 : Vacances forcées de Stéphan Archinard et François Prévôt-Leygonie
- 2026 : Changer l'eau des fleurs de Jean-Pierre Jeunet

## Distinctions
- 1992 : César du meilleur montage pour Delicatessen
- 2002 :
  - nomination au César du meilleur montage pour Le Fabuleux Destin d'Amélie Poulain
  - nomination aux British Academy Film Awards pour Le Fabuleux Destin d'Amélie Poulain
- 2005 : nomination au César du meilleur montage pour Un long dimanche de fiançailles
- 2009 : nomination au César du meilleur montage (avec Bill Pankow) pour L'Instinct de mort et L'Ennemi public n° 1